# Пеория Ривермен
«Пеория Ри́вермен» (англ. Peoria Rivermen) — профессиональный хоккейный клуб, выступавший в Американской хоккейной лиге в 2005—2013 годах. Базировался в городе Пеория, штат Иллинойс, США. Являлся фарм-клубом команды НХЛ «Сент-Луис Блюз».
Ранее название «Пеория Ривермен» носили команды Интернациональной хоккейной лиги (1984—1996; в 1982—1984 годах «Пеория Прансерс»; обладатель Кубка Тернера 1985, 1991) и ECHL (1996—2005; обладатель Кубка Келли 2000 года). В 2013 году, после переезда франшизы АХЛ в штат Нью-Йорк, команда под названием «Пеория Ривермен» появилась в Южной профессиональной хоккейной лиге.

## Статистика
| Сезон   | И  | В  | П  | ПО | ПБ | ЗШ  | ПШ  | О   | Результат         | Плей-офф                                       |
| 2005/06 | 80 | 46 | 26 | 3  | 5  | 253 | 226 | 100 | 3, Западный       | Поражение в первом раунде, 0-4 (Хьюстон Аэрос) |
| 2006/07 | 80 | 37 | 33 | 2  | 8  | 221 | 242 | 84  | 5, Западный       | не участвовали                                 |
| 2007/08 | 80 | 38 | 33 | 4  | 5  | 247 | 242 | 85  | 7, Западный       | не участвовали                                 |
| 2008/09 | 80 | 43 | 31 | 2  | 4  | 215 | 211 | 92  | 2, Западный       | Поражение в первом раунде, 3-4 (Хьюстон Аэрос) |
| 2009/10 | 80 | 38 | 33 | 2  | 7  | 233 | 248 | 85  | 5, Западный       | не участвовали                                 |
| 2010/11 | 80 | 42 | 30 | 3  | 5  | 223 | 218 | 92  | 3, Западный       | Поражение в первом раунде, 0-4 (Хьюстон Аэрос) |
| 2011/12 | 76 | 39 | 33 | 2  | 2  | 217 | 207 | 82  | 4, Среднезападный | не участвовали                                 |
| 2012/13 | 76 | 33 | 35 | 5  | 3  | 183 | 218 | 74  | 5, Среднезападный | не участвовали                                 |

Сокращения: И = сыгранные матчи в регулярном чемпионате, В = победы, П = поражения, ПО = поражения в овертаймах, ПБ = поражения по буллитам, ЗШ = забитые шайбы, ПШ = пропущенные шайбы, О = Очки

## Клубные рекорды
Сезон
Голы (33) — Трент Уитфилд (2006—07)
Передачи (48) — Майк Моттоу (2005—06)
Очки (78) — Трент Уитфилд (2006—07)
Штраф (265) — Хэнс Бенсон (2007—08)
Коэффициент пропущенных голов (2,26) — Бен Бишоп (2011—12)
Карьера в клубе
Голы — 94 — Трент Уитфилд
Передачи — 139 — Трент Уитфилд
Очки — 233 — Трент Уитфилд
Вратарские победы — 81 — Бен Бишоп
Игры — 269 — Трент Уитфилд